# بوونگه (شهرستان ونچتسا)
بوونگه (به لهستانی:  Błonie) یک روستا در لهستان است که در گمینا ونچتسا واقع شده‌است. بوونگه ۵۵۰ نفر جمعیت دارد.